# Astragalus coccineus
Astragalus coccineus es una planta de la familia de las fabáceas que crece en los desiertos y matorrales del suroeste de los Estados Unidos y norte de México.

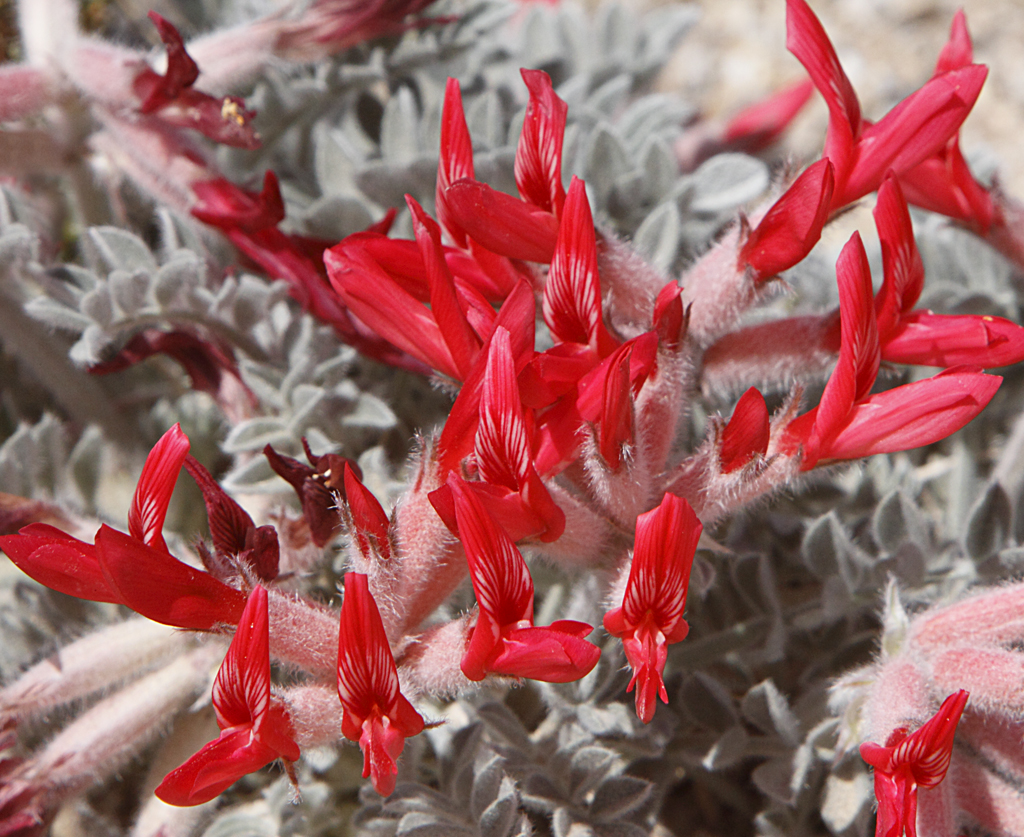
Planta en flor

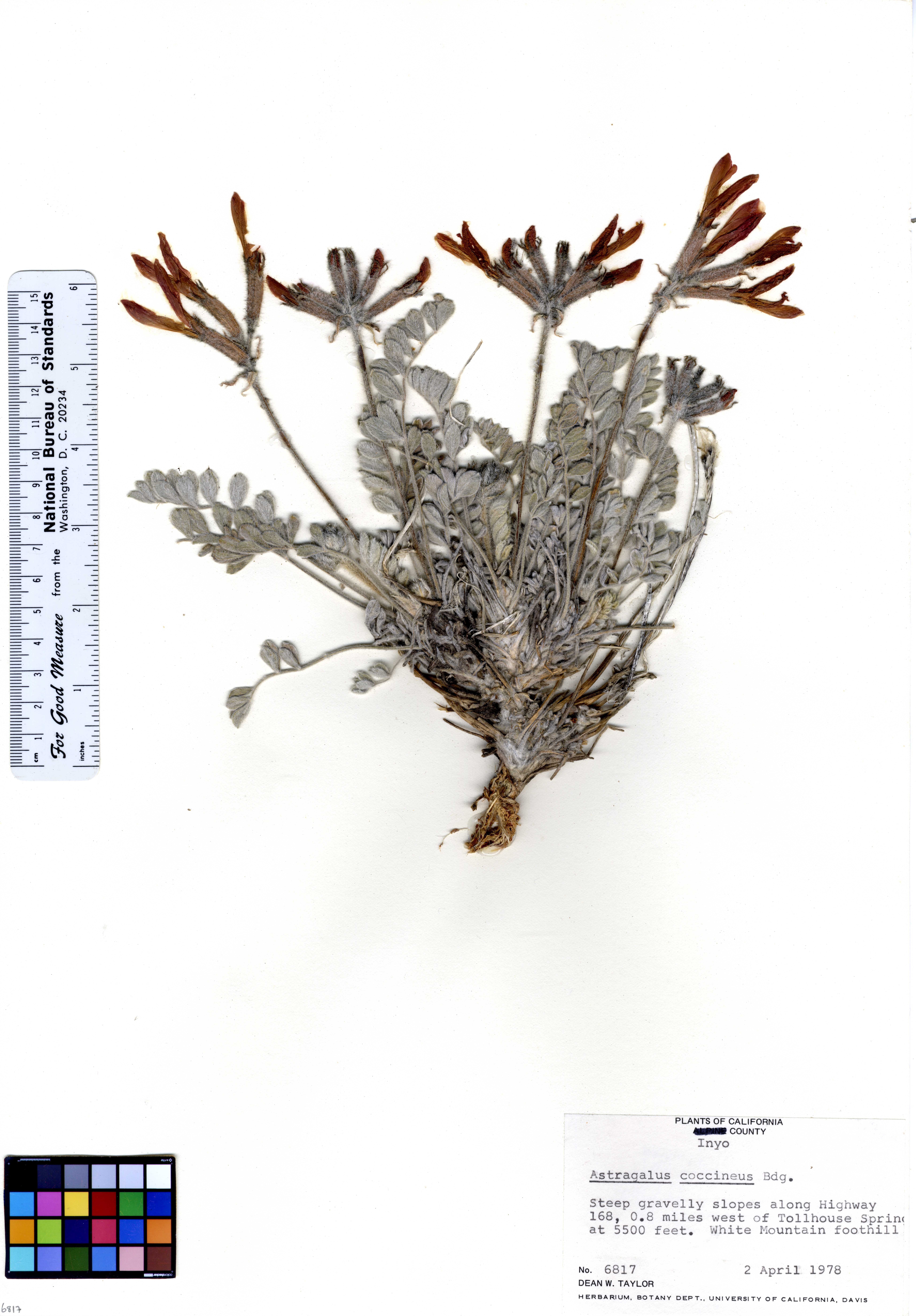
Muestra de herbario

## Caracteres
Es una herbácea vivaz, con hojas de 10 cm de largo formadas por folíolos oblongo-agudos. La inflorescencia de la planta es de aproximadamente 10 flores. Las flores son de un color rojo brillante muy llamativo. Tienen una longitud de 4 cm aproximadamente, parecidas a pequeños petardos. 
La planta es rastrera, formando un manojo de hojas peludas y sedosas sobre las cuales, destacan las flores. El fruto es una gruesa legumbre peluda de textura coriácea, de 4 cm de largo.

## Hábitat
En zonas con gravilla, en carriles y cunetas.

## Distribución
Nativa de los desiertos y matorrales del suroeste de los Estados Unidos y norte de México.

## Taxonomía
Astragalus coccineus fue descrita por  (Parry) Brandegee y publicado en Catalogue of New and Interesting Plants Collected in Upper Louisiana n. 6, en el año 1813.
Etimología
Astragalus: nombre genérico derivado del griego clásico άστράγαλος y luego del Latín astrăgălus aplicado ya en la antigüedad, entre otras cosas, a algunas plantas de la familia Fabaceae, debido a la forma cúbica de sus semillas parecidas a un hueso del pie.
coccineus: epíteto latíno que significa  "de color escarlata".
Sinónimos
- Astragalus grandiflorus S.Watson
- Astragalus purshii var. coccineus Parry
- Xylophacos coccineus (Parry) A. Heller